# Cantone di Saint-Vallier-de-Thiey
Il Cantone di Saint-Vallier-de-Thiey era una divisione amministrativa dell'arrondissement di Grasse.
A seguito della riforma approvata con decreto del 24 febbraio 2014, che ha avuto attuazione dopo le elezioni dipartimentali del 2015, è stato soppresso.

## Composizione
Comprendeva 7 comuni:
- Cabris
- Escragnolles
- Peymeinade
- Spéracèdes
- Le Tignet
- Saint-Cézaire-sur-Siagne
- Saint-Vallier-de-Thiey